# Граф де Аро
Граф де Аро — испанский дворянский титул. Он был создан королем Кастилии Хуаном II в 1430 году для магната Педро Фернандеса де Веласко (1399—1470), главного королевского дворецкого в 1418—1470 годах, за помощь, оказанную им в борьбе против короля Арагона Хуана II.
Название графского титула происходит от названия города Аро, провинция Риоха, автономное сообщество Ла-Риоха.

## История
Педро Фернандес де Веласко был сыном Хуана Фернандеса де Веласко Сармьенто и Марии де Сольер, дочери Анро де Сольера, сеньора де Вильяльпандо, и племянницы коннетабля Франции Бертрана Дюгеклена.
В 1458 году Педро Фернандес де Веласко создал майорат для своего старшего сына Педро. Потомки Педро Фернандеса де Веласко владели поместьем Аро до смерти в 1811 году Диего Фернандеса де Веласко и Пачеко, 15-го графа де Аро (1754—1811).
С 1430 по 1986 год члены дома Веласко носили титул графа де Аро. В 1986 году скончался Хосе Мария Фернандес де Веласко и Сфорца, 18-й герцог де Фриас и 20-й граф де Аро (1910—1986), не оставив после себя потомства. В 1999 году графский титул получил дальний родственник предыдущего из дома Эскалона, Франсиско де Борха де Сото и Морено Сантамария (род. 1985), 19-й герцог де Фриас, ставший 21-м графом де Аро.

## Список носителей титула
|                                            | Титул | Период                                     |
| Креация создана королем Кастилии Хуаном II | Креация создана королем Кастилии Хуаном II | Креация создана королем Кастилии Хуаном II |
| ------------------------------------------ | --- | ------------------------------------------ |
| 1-й                                        | Педро Фернандес де Веласко | 1430—1470                                  |
| 2-й                                        | Педро Фернандес де Веласко | 1470—1492                                  |
| 3-й                                        | Бернардино Фернандес де Веласко и Мендоса | 1492—1512                                  |
| 4-й                                        | Иньиго Фернандес де Веласко-и-Мендоса | 1512—1528                                  |
| 5-й                                        | Педро Фернандес де Веласко и Товар | 1528—1559                                  |
| 6-й                                        | Иньиго Фернандес де Веласко и Тельес-Хирон | 1559—1585                                  |
| 7-й                                        | Хуан Фернандес де Веласко и Товар | 1585—1613                                  |
| 8-й                                        | Бернардино Фернандес и Товар | 1613—1652                                  |
| 9-й                                        | Иньиго Мельчор Фернандес и Гусман | 1652—1696                                  |
| 10-й                                       | Хосе Фернандес де Веласко и Карвахаль | 1696—1713                                  |
| 11-й                                       | Бернардино Фернандес де Веласко | 1713—1727                                  |
| 12-й                                       | Агустин Фернандес де Веласко и Бракамонте | 1727—1741                                  |
| 13-й                                       | Бернардино Фернаедес де Веласко и Пиментель Вигил де Киньонес                                                                                        | 1741—1771                                  |
| 14-й                                       | Мартин Фернандес де Веласко и Пиментель | 1713—1776                                  |
| 15-й                                       | Диего Пачеко Тельес-Хирон и Гомес де Сандоваль, также Диего Фернандес де Веласко и Пачеко и Диего Пачеко Тельес-Хирон Фернандес де Веласко и Энрикес | 1776—1811                                  |
| 16-й                                       | Бернардино Фернандес де Веласко Энрикес де Гусман и Лопес-Пачеко                                                                                     | 1811—1851                                  |
| 17-й                                       | Хосе Фернандес де Веласко и Хаспе | 1851—1888                                  |
| 18-й                                       | Бернардино Фернандес де Веласко и Бальфе | 1888—1916                                  |
| 19-й                                       | Гильермо Фернандес де Веласко и Бальфе | 1916—1937                                  |
| 20-й                                       | Хосе Фернандес де Веласко и Сфорца | 1937—1986                                  |
| 21-й                                       | Франсиско де Борха де Сото и Морено-Сантамария | 1999 — настоящее время                     |